# 沼須ねぎ
沼須ねぎ（ぬますねぎ）は、ネギの一種。利根郡沼須村（現・沼田市沼須町）および周辺地域で栽培される伝統野菜である。

## 沿革
沼須村は沼田台地を背にした南向きの地で、片品川流域の肥沃な土壌にも恵まれたことから古くより野菜の生産などが行われてきた。沼須村は江戸と利根郡沼田町（現・沼田市）を結ぶ経路上に位置し、沼田町の台所を支える兵站の様な立ち位置を占めてきた。
明治期には沼田町下之町（現・沼田市下之町）に、村として組織的に契約して野菜の売り場を確保していた。明治10年10月17日、沼田町における野菜の販売がこれまで通り継続を認められた、と古記録にある。当時の農家にとって貴重な現金収入であった。
昭和初期には麦の間作で産地が形成されるに至る。昭和3年の統計で沼田町のネギの生産量は1,500貫（5,625㎏）である。
昭和40年代の沼須地区について、ある郷土史家は「日々に栄え行く沼田市の台所を賄う蔬菜の給源地」というコメントを残した。
しかし、病害に弱く栽培に手間がかかるため生産量は減少した。2020年現在、「沼須ねぎ生産者組合」に所属する7 -8軒の農家が家庭菜園向けのネギ苗の生産・販売を行っているに過ぎない。絶滅の危機に直面している。

### 保存と継承
2020年、群馬県立利根実業高等学校は、利根沼田農業協同組合や沼田市と協力の上、沼須ねぎの保護・保全に取り組むことになった。7月22日、校内の農業用ハウスで採種作業が行われた。乾燥して保管していたネギぼうず約300㎏から、10アールの苗床に播種可能な種が取れた。9月16日、播種講習会を開催し生産者指導のもと、同校近くの畑に沼須ねぎの種まきをし、翌年9月29日にも校内の畑に種まきが行われた。

## 特徴
他のねぎに比べ、葉が長くとがっており、白い部分が長い。柔らかで食味が良いため、加熱する調理に適する。
農薬の使用は極力抑え、有機肥料を使った栽培を行っている。より良い品種を残すため、採種用のねぎは交配される心配がない環境へ植え直し、採種をしている。

## 脚註
1. 1 2  金子蘆城『<読む年表>利根沼田の歴史』上毛新聞社事業局出版部、2016年11月25日、315-316頁。ISBN 978-4-86352-168-1。
2. 1 2  桑原健次郎(編著)『写真集 明治大正昭和沼田』国書刊行会〈ふるさとの想い出72〉、1979年10月20日、134頁。doi:10.11501/9641776。
3. 1 2  “沼須ねぎ”. 沼田市ずかん.   沼田市農産物ブランド化及び６次産業化推進協議会. 2020年9月17日閲覧。
4. ↑  『群馬県精髄利根郡誌』千秋社、1996年7月15日、21頁。ISBN 4-88477-204-0。
5. ↑  小林美鳥「戊辰役当時の沼須村」『沼田城』第21号、利根沼田郷土史研究会、沼田市商和通り、1968年9月10日、40頁。
6. 1 2  渡辺隆治. “絶滅危機の伝統野菜・沼須ねぎ　復活へ、利根実高生「種まき」”. 東京新聞TOKYO Web.   株式会社中日新聞社. 2020年9月17日閲覧。
7. 1 2  “沼須ねぎ”. ぬまたブランド.   沼田市農産物ブランド化及び６次産業化推進協議会. 2020年9月17日閲覧。